# 汤坊镇
汤坊镇，是中华人民共和国陕西省咸陽市兴平市下辖的一个乡镇级行政单位。

## 行政区划
汤坊镇下辖以下地区：
汤坊村、许家村、上辛庄村、梁家村、张家村、前堡子村、五丰村、南安谷村、北安谷村、王堡村、建坊村、吴耳村、龙兴村、丁家堡村和马家村。